# Gagnières
Gagnières é uma comuna francesa na região administrativa de Occitânia, no departamento de Gard. Estende-se por uma área de 11,22 km². Em 2010 a comuna tinha 1 100 habitantes (densidade: 98 hab./km²).